# Trichobyrrhulus variolosus
Trichobyrrhulus variolosus is een keversoort uit de familie pilkevers (Byrrhidae). De wetenschappelijke naam van de soort is voor het eerst geldig gepubliceerd in 1864 door Perris.